# 龐茲 (新澤西州)
龐茲（英語：The Ponds）是位於美國新澤西州米德爾塞克斯縣的普查規定居民點。

## 人口
根據2020年美國人口普查的數據，龐茲的面積為0.59平方千米，當中陸地面積為0.56平方千米，而水域面積為0.03平方千米。當地共有人口941人，而人口密度為每平方千米1,594.92人。